# Colostygia taurica
Colostygia taurica är en fjärilsart som beskrevs av Otto Staudinger 1901. Colostygia taurica ingår i släktet Colostygia och familjen mätare. Inga underarter finns listade i Catalogue of Life.